# Katharina Renn
Pour les articles homonymes, voir Renn.
Katharina Renn, née en 1913 en Allemagne et morte le 15 octobre 1975 à Boulogne-Billancourt, est une chanteuse et une actrice de théâtre et de cinéma allemande.

## Biographie
Katharina Renn semble avoir commencé sa carrière française au cabaret d'Agnès Capri en mai 1957. Elle apparaissait sur scène vêtue d'un imperméable et présentait un petit répertoire composé de chansons de Brecht et Kurt Weil, Michel Vaucaire, Georges Van Parys, Charles Morellet, Henri Cliquet-Pleyel ou d'Agnès Capri (Il m'a toujours dit : à demain). Elle avait une allure et une présence qui dérangeait un peu le public, ce qui n'était pas pour déplaire à Agnès Capri. Elle chantait accompagnée par Ole Jacobsen, le pianiste attitré de la directrice du lieu.
Après la fermeture du célèbre cabaret, fin 1958, elle se dirige vers le théâtre, puis le cinéma.
Elle est inhumée au cimetière parisien de Bagneux (division 23, carré juif), dans le même caveau que le réalisateur Claude Berri (1934-2009).

## Discographie
- 1961 : Disque 45 tours BAM n° BAM EX 234 : Katharina Renn no 1 (orchestration de Jacques Lasry)
  - On a reçu des coups (Alain Spiraux-Jacques Lasry)
  - Surabaya Johnny (Bertolt Brecht-Kurt Weill)
  - Moi, je préfère Mozart (Michel Vaucaire-Georges Van Parys)
  - Dans la rue Quincampoix (Bernard Lauze-Pierre Latour)
- 1962 : Disque 45 tours BAM n° BAM EX 252 : Katharina Renn chante l'Opéra de Quatre sous (avec Jean Cardon et son ensemble)
  - Barbara Song  - chantée en allemand
  - Seeraüber Jenny (la fiancée du pirate) (Bertolt Brecht-Kurt Weill) - chantée en allemand
  - Avec (Charles Morellet-Henri Cliquet-Pleyel)

## Cabaret-Théâtre
- mai 1957 : Chez Agnès Capri, Le tour du monde en 80 minutes de chansons, inclus : Tour de chant de Katharina Renn.
- octobre et novembre 1957 : Chez Agnès Capri, deuxième partie de soirée : Tour de chant de Katharina Renn.

## Théâtre
- 1959 : Tchin-Tchin de François Billetdoux, Théâtre de Poche Montparnasse, à partir du 26 janvier 1959 (mise en scène de François Darbon)
- 1961 : Va donc chez Törpe, comédie en 4 actes de François Billetdoux, Studio des Champs-Élysées (mise en scène d'Antoine Bourseiller)
- 1963 : Les Viaducs de la Seine-et-Oise de Marguerite Duras, Théâtre de Poche Montparnasse, à partir du 16 février 1963 (mise en scène de Claude Régy) : Claire
- 1967 : L'Arme blanche de Victor Haîm, Théâtre de L'Athénée, à partir du 9 septembre 1967 (mise en scène de François Darbon)
- 1969 : L'Assassinat de Sister George, d'après Franck Marcus, adaptation de Jean Cau, Théâtre Edouard VII, à partir du 26 février 1969 (mise en scène d'Andréas Voutsinas)
- 1971 : Crime et Châtiments de Fiodor Dostoïevski, adaptation de Gaston Baty, Théâtre populaire de Reims (Mise en scène de Robert Hossein)
- 1972 : Les Veuves, « tapisserie lyrique », conçue, écrite et réalisée par François Billetdoux, Espace Pierre Cardin le 24 octobre 1972 (mise en scène de François Billetdoux et Michel-Jean Robin)
- 1973 : Faust de Goethe, adaptation de Jean Launay, Théâtre de Nice, à partir du 28 mars 1973 (mise en scène de Jean Launay)

## Filmographie
- 1965 : La Dame de pique de Léonard Keigel : Mlle Poucet
- 1966 : La Prise de pouvoir par Louis XIV de Roberto Rossellini : Anne d'Autriche
- 1970 : Noële aux quatre vents d'Henri Colpi : Delpina Karrassos
- 1971 : Pouce de Pierre Badel : Mamy

## Galerie

Katharina Renn et Simone Bartel photographiées par Wim van Rossem à Scheveningen aux Pays-Bas, le 28 juin 1961.
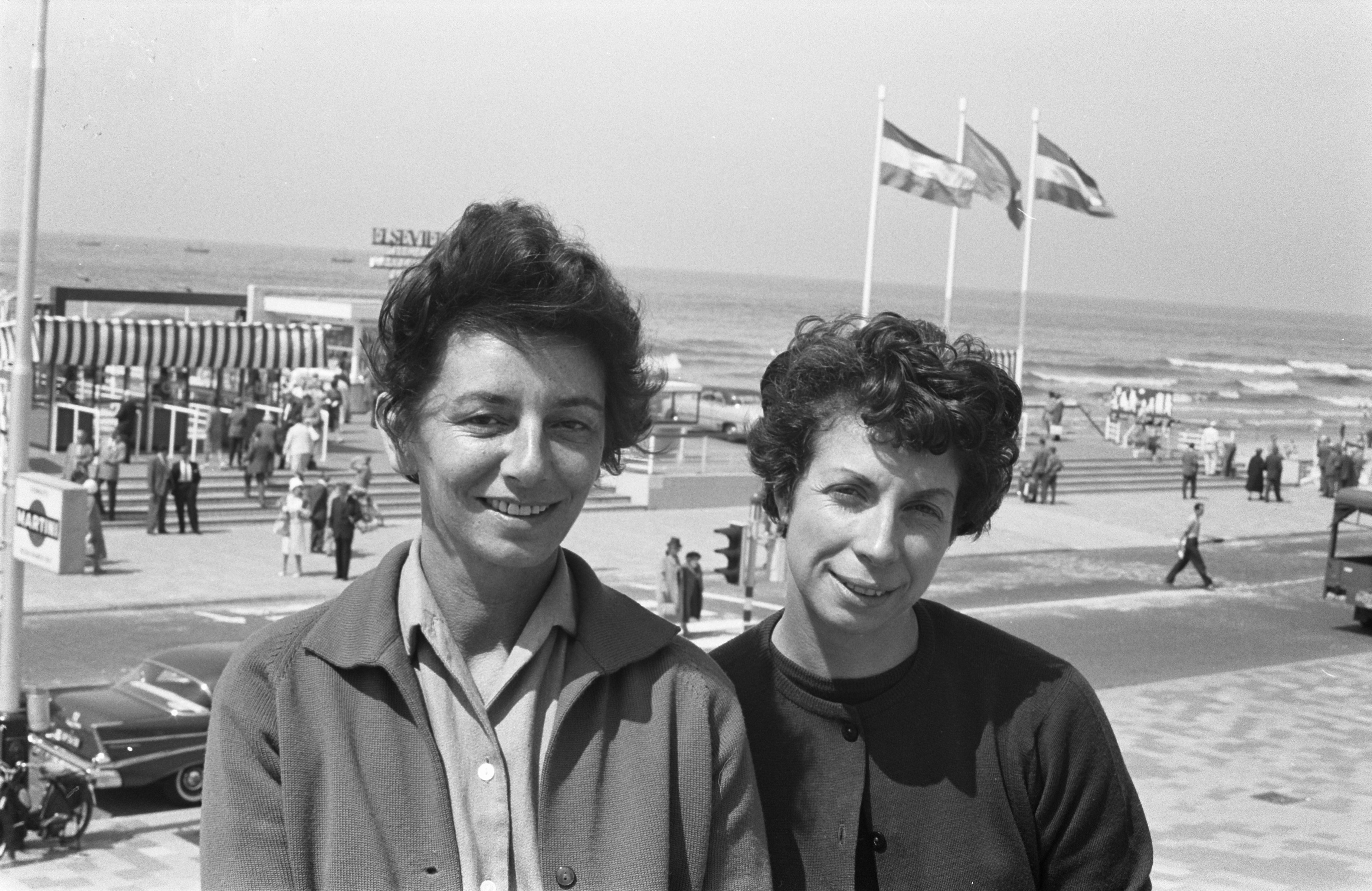
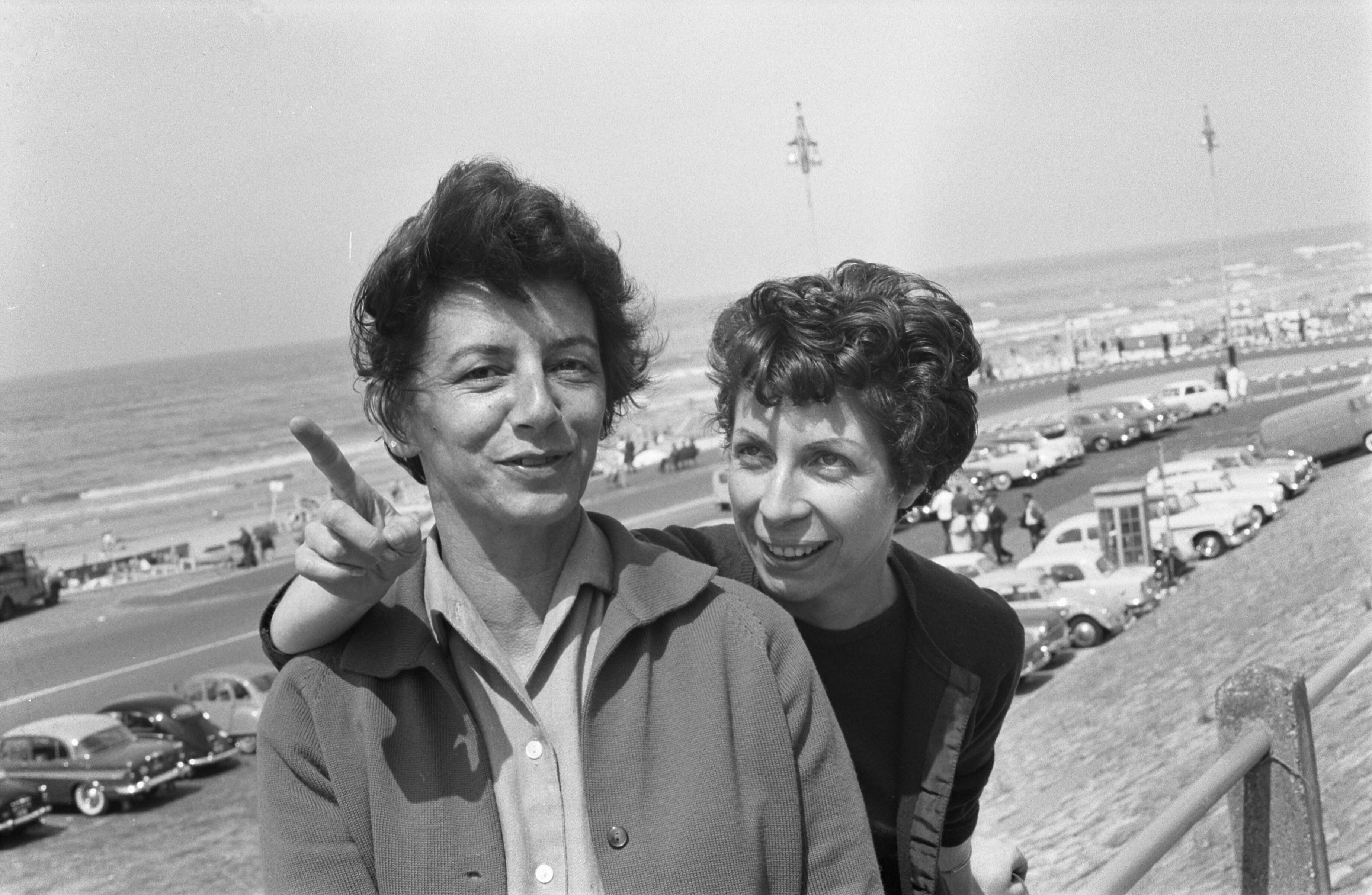
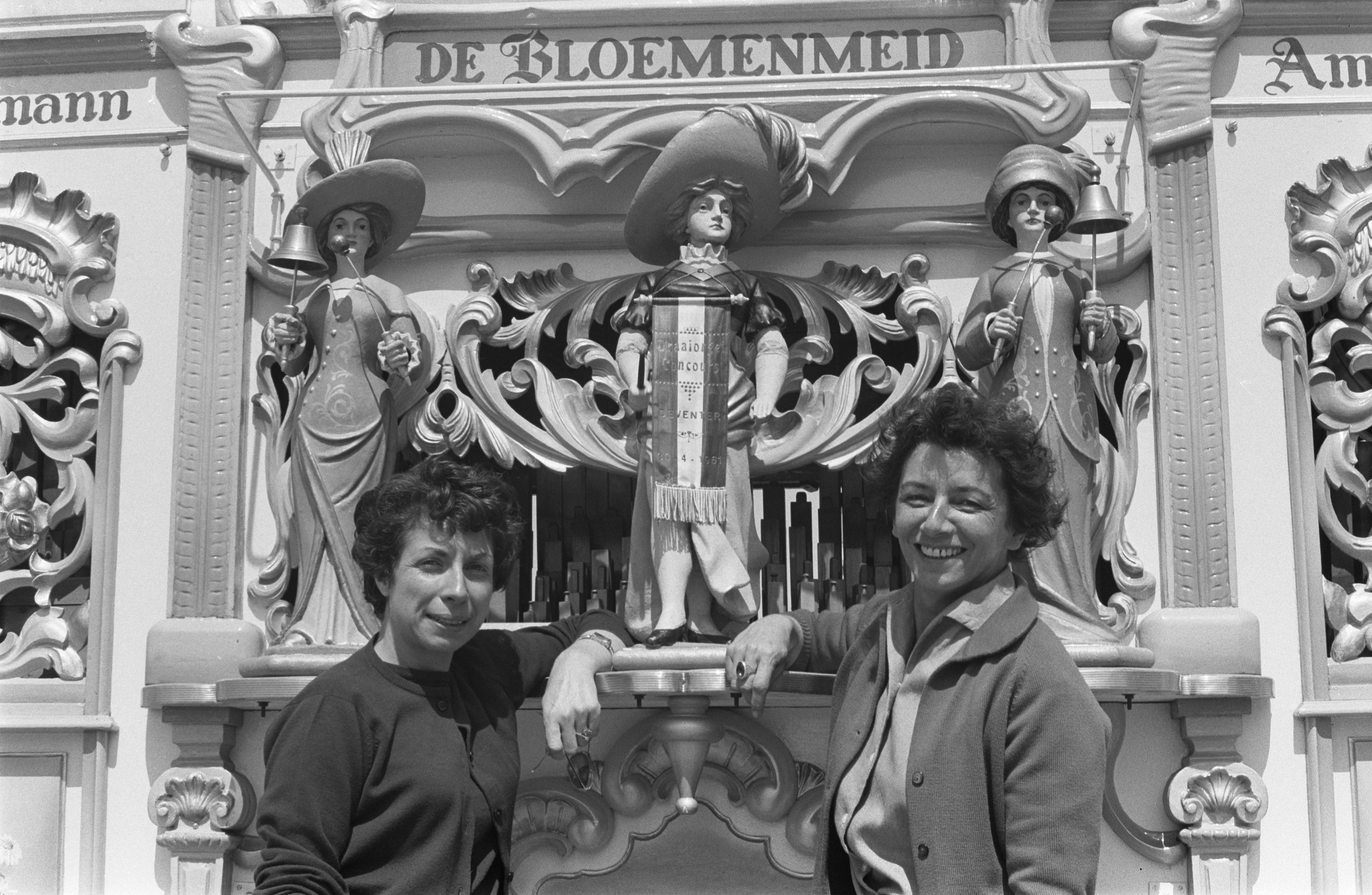